# Hutovo blato
Hutovo blato – obszar chroniony (park prirode) o powierzchni 7824 ha, założony w 1995 roku, znajdujący się w południowej Bośni i Hercegowinie, na terytorium Federacji Bośni i Hercegowiny, przy granicy z Chorwacją.
Hutovo blato od 2001 roku jest obszarem wodno-błotnym o znaczeniu międzynarodowym konwencji ramsarskiej, stanowi również ostoję ptaków IBA organizacji BirdLife International.

## Charakterystyka

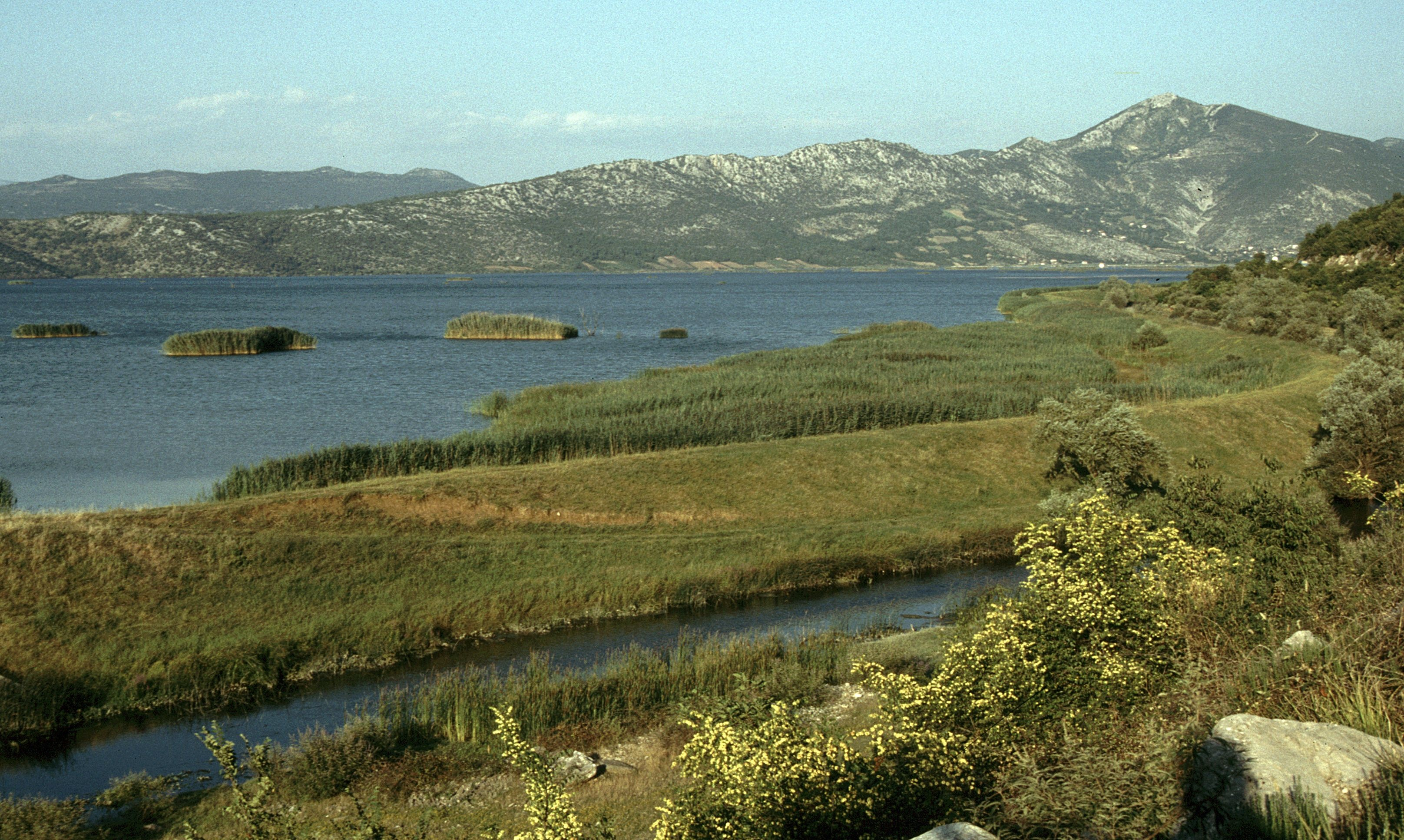
Hutovo blato w 1989 roku

Obszar chroniony znajduje się na terenie gmin Čapljina i Stolac, ok. 7 km na południowy wschód od miasta Čapljina. Obejmuje sztuczny zbiornik zaporowy Svitavsko jezero, kompleks kilku mniejszych jezior (m.in. Deransko jezero, Orah i Jelim) tworzących kryptodepresje (ich dna znajdują się na głębokości od 2 do 7 m p.p.m.) oraz bagna, wilgotne łąki i lasy łęgowe położone w pobliżu dolnego biegu rzeki Neretwy. Pod względem geomorfologicznym wapienny grzbiet Ostrovo o wysokości 123 m n.p.m. dzieli Hutovo blato na Gornje Hutovo blato oraz Donje Hutovo blato. Tereny podmokłe zasilane są wodą pochodzącą z licznych źródeł krasowych oraz przesiąkającą z rzeki Neretwy, Krupa i Bregava – dopływy Neretwy – odwadniają je, zaś poszczególne zbiorniki wodne połączone są ze sobą licznymi kanałami. Tereny pokryte wodami zajmują 39% powierzchni parku przyrody. Licznie występują też leje krasowe.
Praktykowane na terenie Hutovego blata rybołówstwo, łowiectwo i rolnictwo, rozwój turystyki, działalność pobliskiej elektrowni szczytowo-pompowej Čapljina oraz fragmentacja i niszczenie siedlisk stanowią największe zagrożenia dla ekosystemów występujących na terenie parku przyrody. Na terenie Hutovego blata organizowane są safari fotograficzne oraz dozwolone jest wędkarstwo sportowe.

## Fauna

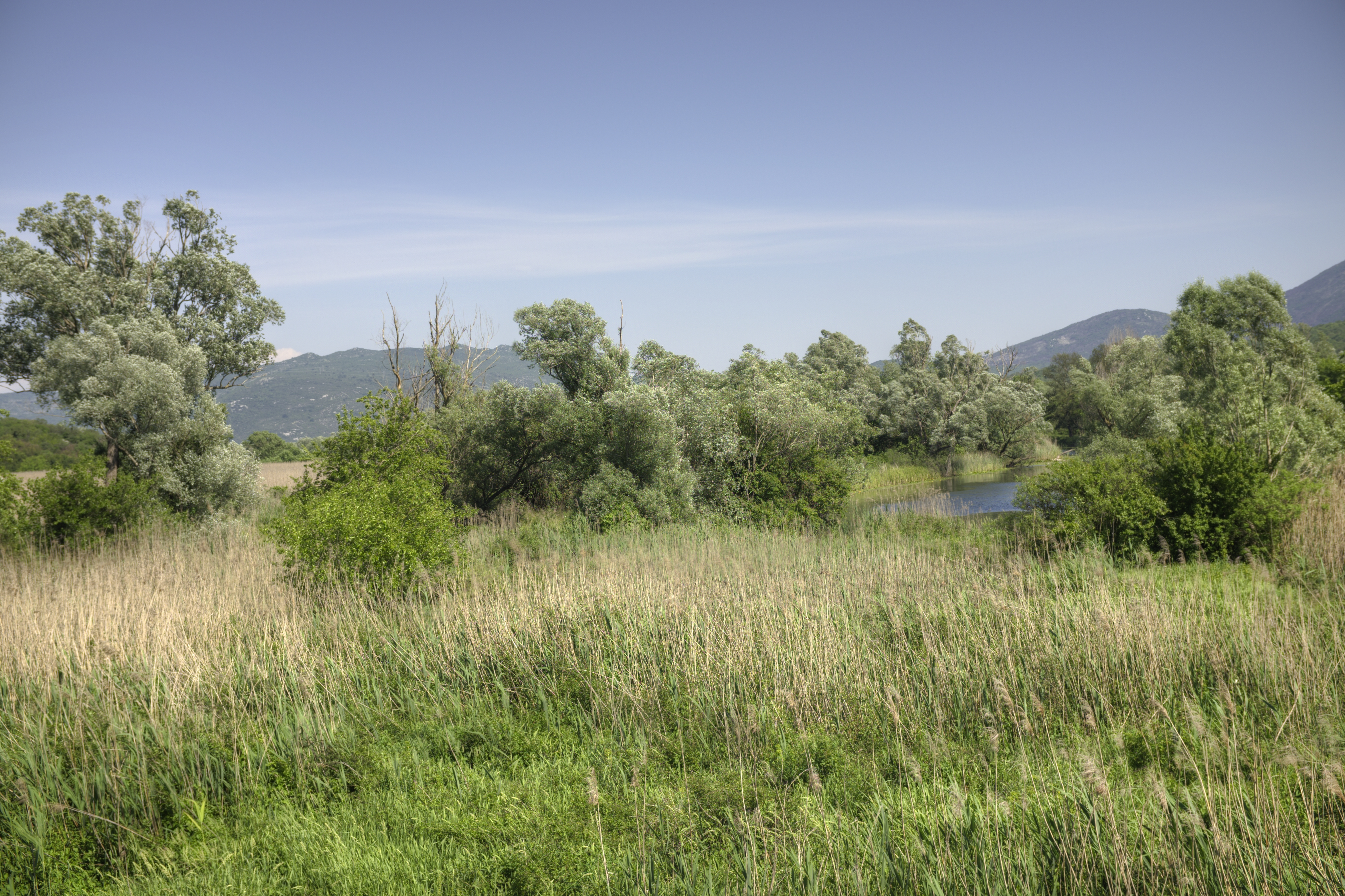
Podmokłe łąki i zadrzewienia na terenie parku przyrody (2022)

Obszar chroniony cechuje się bardzo wysoką bioróżnorodnością oraz występowaniem wielu rzadkich i endemicznych gatunków, w tym gatunków zagrożonych.
Podczas badań przeprowadzonych na tym terenie w 2001 roku wykazano występowanie 163 gatunków ptaków z 39 rodzin. Ze względu na swój łagodny śródziemnomorski klimat oraz obfitość pokarmu Hutovo blato stanowi jeden z najważniejszych obszarów gniazdowania ptaków migrujących z Europy Północnej i Środkowej do Afryki i Azji. Swoje lęgi odbywają tu m.in. podgorzałka (Aythya nyroca), czapla modronosa (Ardeola ralloides), czapla nadobna (Egretta garzetta), czapla purpurowa (Ardea purpurea), kormoran (Phalacrocorax carbo), kormoran mały (Microcarbo pygmaeus), bąk (Botaurus stellaris) oraz ślepowron zwyczajny (Nycticorax nycticorax). Występują tu również gatunki ptaków z czerwonej księgi gatunków zagrożonych IUCN (kategorie NT i VU) – głowienka (Aythya ferina), bekas dubelt (Gallinago media), rycyk (Limosa limosa), turkawka (Streptopelia turtur),
Wybitna jest różnorodność słodkowodnej ichtiofauny zbiorników wodnych znajdujących się na terenie parku przyrody. 63% występujących tu gatunków ryb jest rodzimych, należą do nich m.in. Knipowitschia croatica i Knipowitschia radovici, Cobitis narentana, Salmo dentex, świnka dalmatyńska (Chondrostoma knerii) oraz jelec adriatycki (Squalius svallize). Oprócz tego żyją tu karp (Cyprinus carpio), Rutilus basak, lin (Tinca tinca), węgorz europejski (Anguilla anguilla), cefal (Mugil cephalus), Scardinius scardafa i gatunki introdukowane – sumik karłowaty (Ameiurus nebulosus) i słonecznica pstra (Lepomis gibbosus).
Na terenie parku przyrody odnotowano przedstawicieli 9 gatunków płazów i 13 gatunków gadów, m.in. żaby strumieniowej (Rana graeca) i żaby dalmatyńskiej (R. dalmatina), rzekotki drzewnej (Hyla arborea) i kumaka górskiego (Bombina variegata) oraz żółwia greckiego (Testudo hermanni), murówki adriatyckiej (Podarcis melisellensis) oraz wężów Hierophis gemonensis i Elaphe quatuorlineata. Występuje tu również wydra europejska (Lutra lutra), chroniona w całej Bośni i Hercegowinie.

## Flora

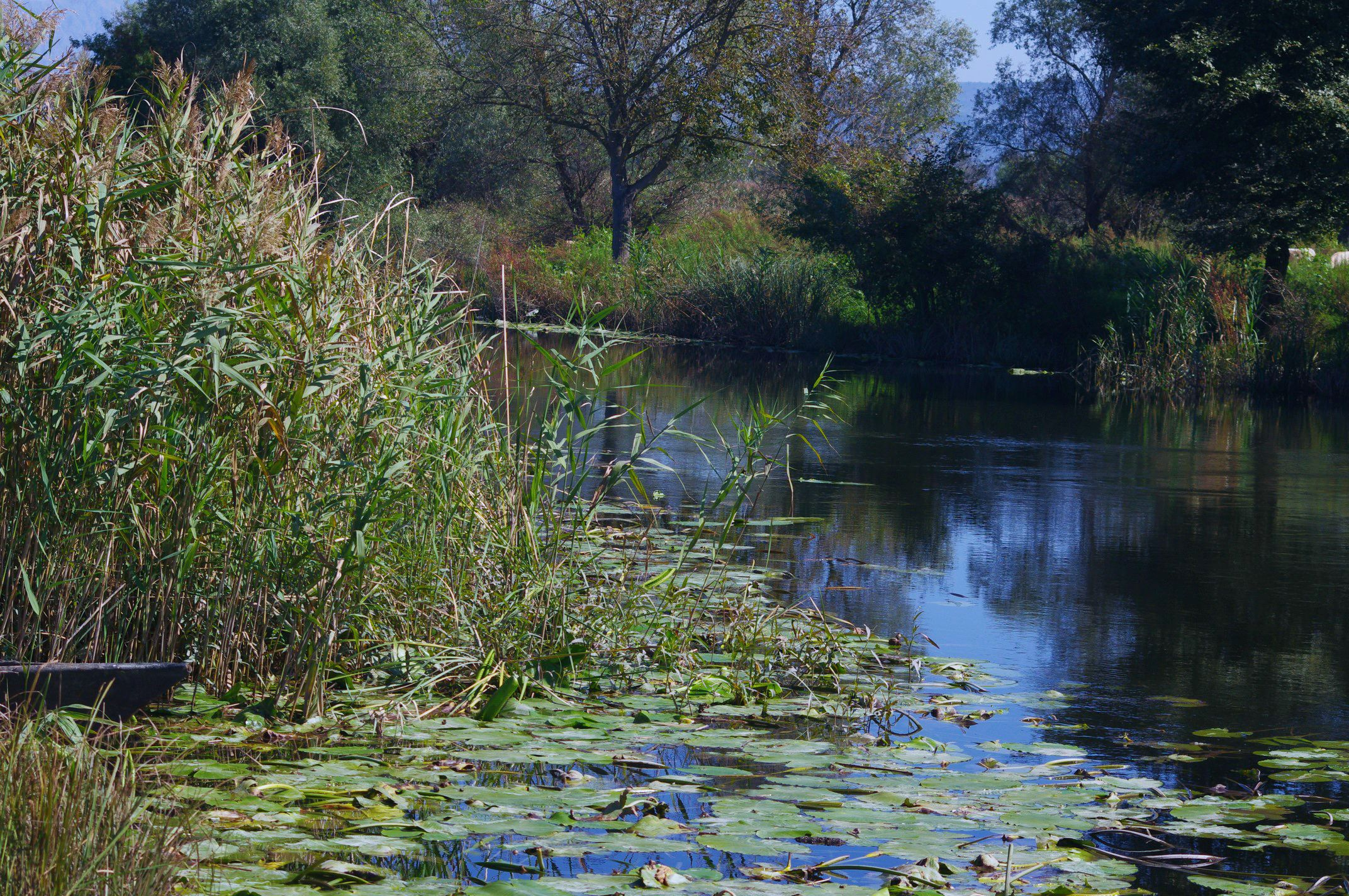
Szuwar nad jednym z jezior (2014)

Na terenie Hutovego blata wykazano występowanie ponad 700 gatunków roślin. Wyróżnić można cztery typy roślinności: wodną, bagienną, łąkową i leśną. Obszary wodne porastają hydrofity, takie jak grzybienie białe (Nymphaea alba), grążel żółty (Nuphar lutea), rdestnica (Potamogeton sp.) czy jaskier (Ranunculus sp.). Na bagnach, nad kanałami oraz nad rzekami Krupą i Bregavą występują szuwary: trzcinowy i wąskopałkowy. Na nieco wyżej położonych i suchszych terenach rośnie m.in. kłoć wiechowata (Cladium mariscus) i turzyca sztywna (Carex elata).
Tereny zalesione porastają drzewa, takie jak wiązowiec południowy (Celtis australis), chmielograb europejski (Ostrya carpinifolia) i jesion mannowy (Fraxinus ornus), krzewy, m.in. dereń jadalny (Cornus mas), dwukolczak śródziemnomorski (Paliurus spina-christi), granat właściwy (Punica granatum), ruszczyk kolczasty (Ruscus aculeatus) i Petteria ramentacea, natomiast w runie występują cząber górski (Satureja montana), kocanki włoskie (Helichrysum italicum) oraz szałwia lekarska (Salvia officinalis). Hutovo blato jest miejscem udanej restytucji jesionu wąskolistnego (Fraxinus angustifolia), rosną tu również figowiec pospolity (Ficus carica), morwa biała (Morus alba) oraz wierzba biała (Salix alba) i purpurowa (S. purpurea).
Na otaczających obszary podmokłe wzgórzach rosną rośliny charakterystyczne dla makii – jałowiec kolczasty (Juniperus oxycedrus) i filirea szerokolistna (Phillyrea latifolia). Występują tu również inne typowe rośliny basenu Morza Śródziemnego – pistacja terpentynowa (Pistacia terebinthus) oraz wawrzyniec szlachetny (Laurus nobilis) na stanowisku na jednej z wysepek w obrębie bagien.